# Verethekau
Verethekau (egipčansko wrt-hk3w, slovensko velika magija, velika čarovnica), tudi Urethekau ali Veret Hekau je bila staroegipčanska boginja, poosebljenje nadnaravnih sil.

## Mitologija
Kot božanstvo, posvečeno varovanju, se je pogosto pojavljala na pogrebnih predmetih, zlasti na orožju, da bi pokojniku omogočila zaščito pred nevarnostmi v podzemnem svetu. Upodabljala se je tudi na nožih iz slonovine kot čar za zaščito nosečnic in doječih mater.
Njena moč je bila ena od inherentnih lastnosti egipčanskih kron. Kot boginja kron je bila kača ali ženska z levjo glavo in je prebivala v državnem svetišču. Kot Ra-Horova žena je upodobljena z njegovim sončnim diskom na glavi. Verethekau je bila epitet, ki so ga pogosto podelili Izidi, Sekmet Mut, in drugim.

## Vir
- Hornung, Erik.  The One and the Many — Conceptions of God in Ancient Egypt. 1982 & 1996. Cornell University Press, New York, str. 85 (sklic 82), 284. ISBN 9780801483844.